# Dusun Tuo (Kuantan Hilir)
Dusun Tuo is een bestuurslaag in het regentschap Kuantan Singingi van de provincie Riau, Indonesië. Dusun Tuo telt 729 inwoners (volkstelling 2010).